# Callianidea laevicauda
Callianidea laevicauda is een tienpotigensoort uit de familie van de Callianideidae. De wetenschappelijke naam van de soort is voor het eerst geldig gepubliceerd in 1859 door Gill.